# نيسلي جان
نيسلي جان (بالإنجليزية: Nesley Jean)‏ (مواليد 27 أغسطس 1985) لاعب كرة قدم بهامي دولي يجيد اللعب في خط الهجوم .

## روابط خارجية
- نيسلي جان على موقع الاتحاد الدولي (مؤرشف)  (الإنجليزية)
- نيسلي جان على موقع قاعدة بيانات كرة القدم.إي يو (الإنجليزية)
- نيسلي جان على موقع ناشيونال فوتبول تيمز (الإنجليزية)
- نيسلي جان على موقع Soccerway.com (الإنجليزية)